# Lucky Strike

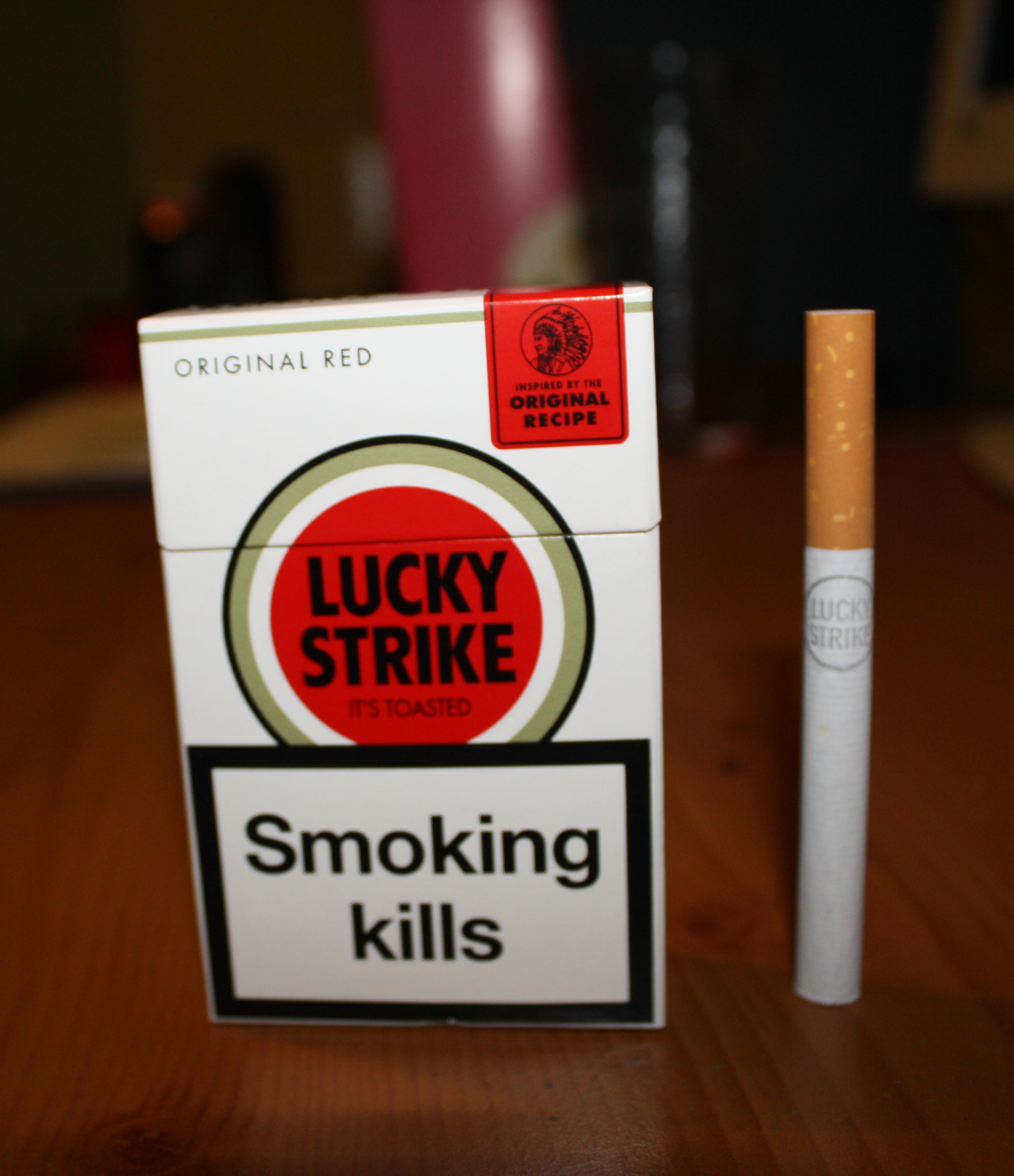
Ett paket Lucky Strike och en cigarett

Lucky Strike, "Luckies", amerikanskt cigarettmärke från British American Tobacco Group, lanserat år 1871.

## Historia
Lucky Strike introducerades först år 1871 som en tobaksblandning gjord av R.A. Patterson i Richmond, Virginia. År 1916 lanserades det igen som en färdig cigarett i ett mörkgrönt paket. År 1942 ändrades paketets design till den vitröda som finns ännu idag. Lucky strikes slogan är "It's toasted", vilket syftar på tobakens tillverkningsmetod, då den är rostad till skillnad från soltorkad. En annan slogan som förekommit på paketen och i reklam är "L.S./M.F.T.", förkortning för "Lucky Strike Means Fine Tobacco". 
Märkets nuvarande logotyp designades av Raymond Loewy 1942. Loewy skapade en rad kända produkters design i USA. En myt är att Lucky strike fick sitt namn genom en kampanj där 1 cigarett på tiotusen skulle innehålla marijuana. Om man fick den marijuanafyllda cigaretten skulle det innebära att man hade fått en lucky strike.

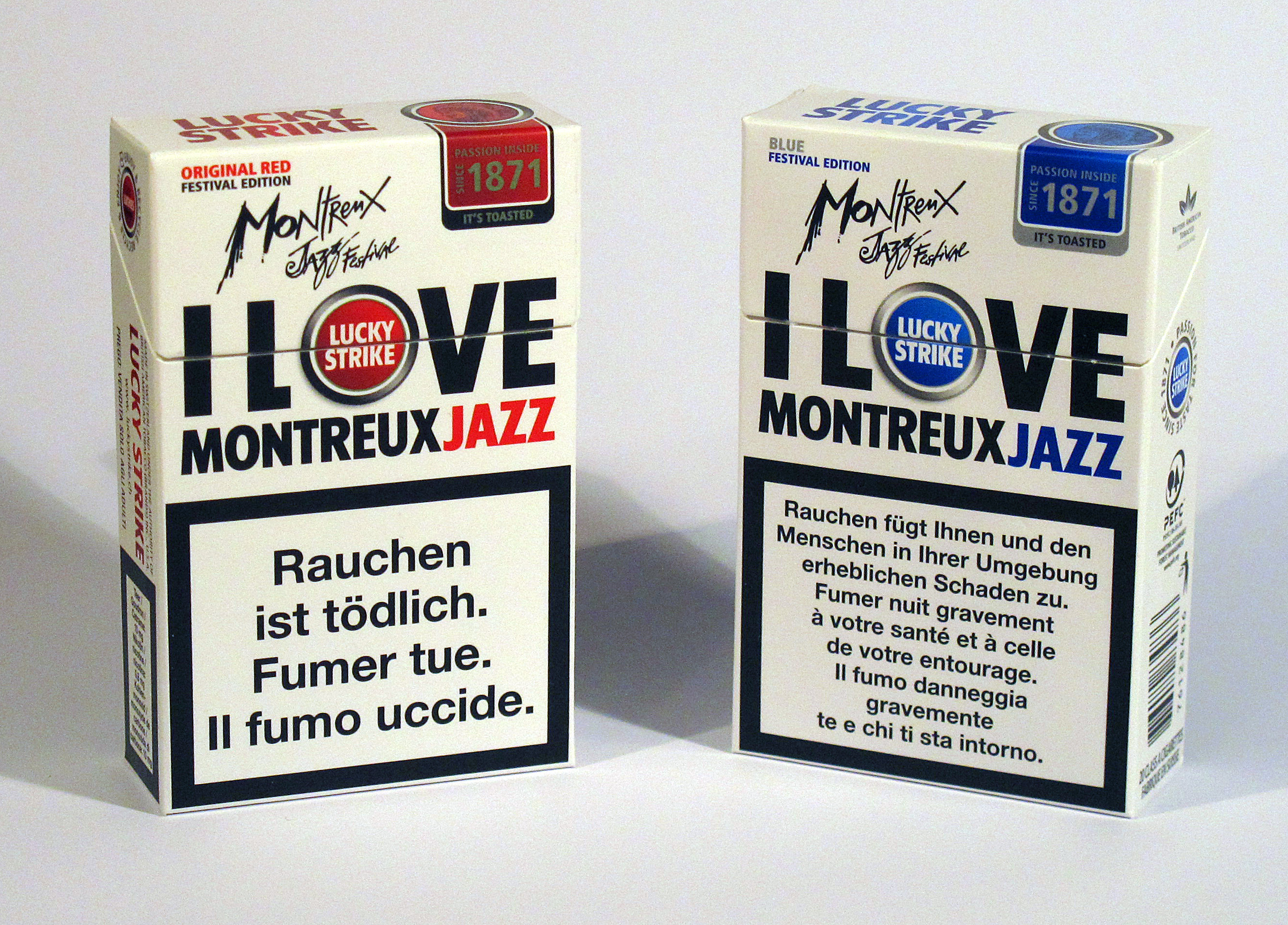
Sponsoring, Montreux Jazz Festival, 2012

År 2005 lanserade Lucky Strike ett snus i Sverige under namnet Lucky Strike. Detta för att locka till sig konsumenter i och med rökförbudet på krogarna runt om i Sverige. Speciellt med Lucky Strike-snuset var att själva dosan var av metall. Dosan var även täckt med folie för att behålla fräschören. Numera är dosan dock bara till i hälften metall. På undersidan av dosan för portion finns ett lock att förvara använda prillor i. Till det trycks flera olika etiketter med olika skämtsamma beteckningar på, exempelvis "Returstation" och "Bjudlock".
I början av 2010 fick cigarettförpackningen en ny design i samband med att antalet cigaretter i paketen ändrats från 20 till 19.

## Varianter

### Lucky Strike Original Red
- Tjära 10 mg
- Nikotin 0,8 mg
- Kolmonoxid 10 mg

### Lucky Strike Blue
- Tjära 7 mg
- Nikotin 0,6 mg
- Kolmonoxid 8 mg

### Lucky Strike Fireleaf Silver
En del av tobaken är rostad över eld, vilket enligt texten i paketet ger en "smak utöver det vanliga med en speciell aromatisk eldkaraktär".
- Tjära 7 mg
- Nikotin 0,6 mg
- Kolmonoxid 8 mg

### Lucky Strike Additive Free Tobacco
En variant där cigaretterna är fria från tillsatta kemiska ämnen och det enbart är ren tobak. Finns i Blå och Röd. Mängden nikotin skiljer sig inte från de tidigare cigaretterna. Sedan 2016 finns dessa cigaretter inte längre i Sverige. De säljs fortfarande i övriga Europa